# 納梅斯托沃

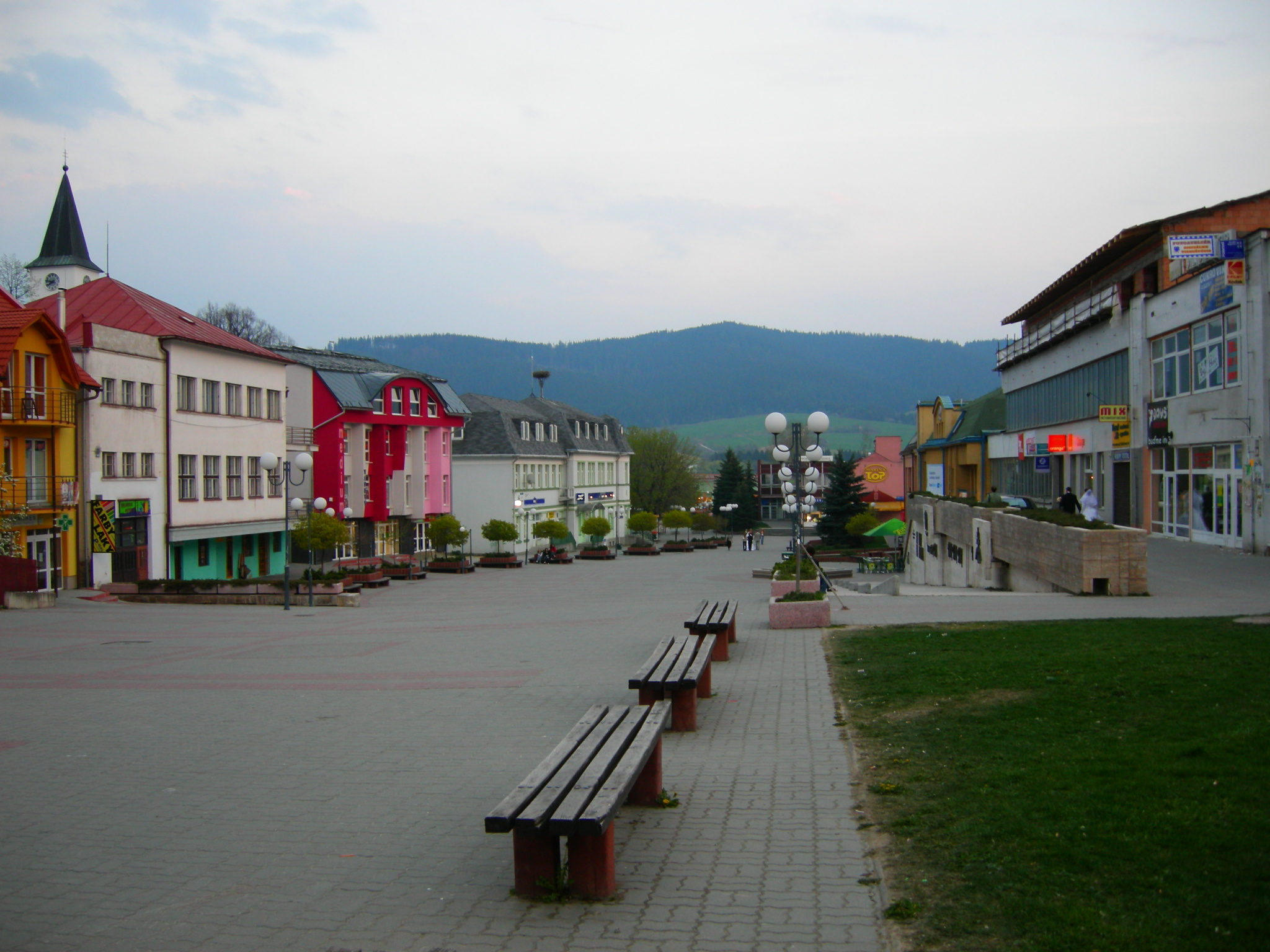

納梅斯托沃是斯洛伐克的城鎮，位於該國北部，由日利納州負責管轄，面積44.47平方公里，海拔高度614米，2005年人口8,094，其中九成居民信奉羅馬天主教。

## 外部連結
- The Town of Námestovo （页面存档备份，存于） （斯洛伐克文）